# 北89線
北89線 板橋－內藤寮坑，是位於中華民國新北市的一條鄉道，北起新北市板橋區信義里信義路、四川路口，南至新北市土城區廷寮里永豐路207巷口，全長3.1公里。

## 路線說明
新北市
- 板橋區：板橋（起點，四川路一段、二段路口）→ 信義路 → 和平路口 → 四汴頭（廣權路岔路）→ 區界

- 土城區：區界 → 永豐路 → 立德路口 →  金城路口（北88線岔路） → 明德路口 → 內藤寮坑（終點，永豐路207巷口）

## 沿線地標、設施
- 臺北女子看守所
- 臺北看守所
- 永豐工業區

## 連接公路
- 台3線
- 北88線

另北89線與國道3號有立體交叉，但未設置交流道。

## 支線
北89線唯一的支線為北89-1線，是位於新北市的一條鄉道，即土城區青雲路。北起新北市土城區青雲路與永豐路口，即板橋土城兩區交界，南至新北市土城區青雲路與石門路口，全長2.25公里。
新北市
- 土城區：外藤寮坑（起點，青雲路與永豐路口，板橋土城交界）→ 青雲路 → 學府路口 → 金城路口 → 清水路口（北88線岔路） → 明德路口 → 清水坑（終點，青雲路與石門路口）

### 沿線地標、設施
- 臺北女子看守所
- 臺北看守所
- 板橋地方法院
- 迪斯尼購物廣場
- 新北市政府警察局清水派出所
- 中華郵政清水郵局
- 德霖技術學院
- 臺北少年觀護所

### 連接公路
- 北88線